# Првенство Југославије у фудбалу 1929.
Сезона 1929. године је прва у којој се играло по двокружном бод систему. Пред почетак сезоне хрватски клуб САШК се угасио и број клубова који су учествовали је смањен на 5, 2 из Београда, 2 из Загреба и један из Сплита.

## Учесници првенства
- БСК, Београд
- 1. ХШК Грађански, Загреб
- Југославија, Београд
- Хајдук, Сплит
- ХАШК, Загреб

## Првенство
Након завршетка регуларног дела сезоне, на првом месту се налазио БСК, не Хајдук, али након што је утврђено да је за БСК играо Душан Марковић који претходно није пријављен према правилима тадашњег Ногометног савеза Југославије, последња два меча је БСК морао поново да одигра, и то код куће против Југославије и у гостима против Хајдука (у првим мечевима победио БСК у оба меча са 5:1 и 3:1). Сматрајући одлуку неправедном, БСК је одбио да поново одигра меч са Југославијом, па је меч регистрован са службеним резултатом (3:0), а против Хајдука је прво одлучено да се одбије понављање, да би се на крају одустало од тога због претњи савеза да ће екипа БСК-а бити тешко санкционисана. Тај меч је завршио победом БСК-а 2:1, што ипак није било довољно за титулу, а за победника првенства је проглашен Хајдук. БСК је покушао да уложи жалбу, која је требало да буде разматрана на следећој скупштини савеза 24. марта 1929, на којој је још требало да буде разматрана и одлука о премештању седишта из Загреба у Београд. Скупштина је прекинута због тензије и инцидената, што је значило да се о жалби БСК-а није ни разматрало.

## Табела
| Место | Клуб             | мечева | победа | нерешених | пораза | дати голови | примљени голови | гол разлика | бодова |
| ----- | ---------------- | ------ | ------ | --------- | ------ | ----------- | --------------- | ----------- | ------ |
| 1     | Хајдук Сплит     | 8      | 5      | 2         | 1      | 25          | 15              | +10         | 12     |
| 2     | БСК              | 8      | 4      | 2         | 2      | 18          | 16              | +2          | 10     |
| 3     | СК Југославија   | 8      | 3      | 2         | 3      | 14          | 10              | +4          | 8      |
| 4     | ХАШК             | 8      | 3      | 1         | 4      | 15          | 15              | 0           | 7      |
| 5     | Грађански Загреб | 8      | 1      | 1         | 6      | 8           | 24              | -16         | 3      |

### Освајач лиге
НК Хајдук Сплит (тренер: Лука Калитерна)
Бартул Чулић
Јанко Родин
Иван Монтана
Вељко Подује
Мирослав Дешковић
Марко Микачић
Шиме Подује
Винко Радић
Љубо Бенчић
Бранко Бакотић
Антун Боначић
Лео Лемешић
| Првак Југославије у фудбалу 1929. |
| --------------------------------- |
| Хајдук Сплит                      |
| Друга титула                      |